# Černice (planetka)
(138979) Černice je planetka, která se nachází ve vnitřním hlavním pásu planetek obíhající Slunce mezi drahami Marsu a Jupiteru, které byla objevená dne 14. února 2001 českým astronomem Milošem Tichým z observatoře Kleť u Českých Budějovic v České republice. Centrem pro sledování planetek byla předběžně označená jako 2001 CM32. Číselné označení Mezinárodní astronomické unie získala až po přesném vypočtení její dráhy 5. prosince 2006, kdy jí bylo přiděleno definitivní číslo (138979).  Jméno dostala po osadě Černice obce Mojné, poblíž přírodní památky Vltava u Blanského lesa. Nové pojmenování planetky bylo poprvé publikováno v Minor Planet Circulars 3. července 2012.
Kromě oběžné dráhy a přibližné absolutní magnitudy 16,89 mag není zatím známé spektrum planetky a tedy ani její fyzické vlastnosti. Podle databáze LCDB (Asteroid Lightcurve Database) je planetka součástí široké skupiny označované jako 9104 MB-inner, pohybující se na vnitřní straně hlavního pásu, s asteroidy spektrálního typu S s průměrným albedem 0,2.

## Oběžná dráha
Planetka (138979) Černice oběhne Slunce ve vzdálenosti od 2,0044 do 2,3598 au jednou za 1 177,38 dní (více než 3,2 roky). Její mírně eliptická oběžná dráha s velkou poloosou 2,1821 au má excentricitu přibližně 0,0814 a inklinaci 6,4972° vůči ekliptice se středním denním pohybem o 0,3057°.

## Pozorování asteroidu
K prvnímu zaznamenanému pozorováním asteroidu došlo již 12. srpna 1999 v rámci projektu Spacewatch na observatoři arizonské univerzity na vrcholu Kitt Peak u Tucsonu v Arizoně. Ještě před kleťským objevem byl v lednu a počátkem února 2001 pozorovaný z observatoře v Novém Mexiku a v rámci projektu LONEOS (Lowell Observatory Near-Earth-Object Search) z Lowellovy observatoře. Na Kleti byl zaměřen 27 krát v průběhu února a začátkem března 2001, celkem proběhlo více než 700 zdokumentovaných pozorování planetky ze 14 pozic.